# Салех, Али (футболист)
Али Салех (араб. علي صالح‎; род. 22 января 2000, ОАЭ) — эмиратский футболист, нападающий клуба «Аль-Васл» и национальной сборной ОАЭ.

## Клубная карьера
Воспитанник футбольной академии клуба «Аль-Васл». В основном составе «Аль-Васла» дебютировал 23 января 2016 года в матче Лиги Персидского залива против «Аль-Айна». Дебют Салеха состоялся на следующий день после его шестнадцатого дня рождения; таким образом, он стал самым молодым игроком в истории Лиги Персидского залива.
4 мая 2017 года Али Салех забил свой первый гол на профессиональном уровне в матче против клуба «Аль-Шабаб».

## Карьера в сборной
Выступал за сборные ОАЭ до 19 и до 23 лет. В 2019 году дебютировал в составе главной национальной сборной ОАЭ. 31 августа 2019 года забил свой первый гол за сборную ОАЭ в матче против сборной Шри-Ланки.
По итогам сезона 2018/19 Салех удостоился награды «Золотой мальчик Лиги Персидского залива», присуждаемой лучшему молодому игроку чемпионата ОАЭ.

## Личная жизнь
Али Салех родился в Дубае. Его отец — эмиратец, а мать — шотландка из Эдинбурга. У него есть брат и 2 сестры. Летние месяцы семья Салеха часто проводит в Шотландии у родственников матери.